# Bollspelaren

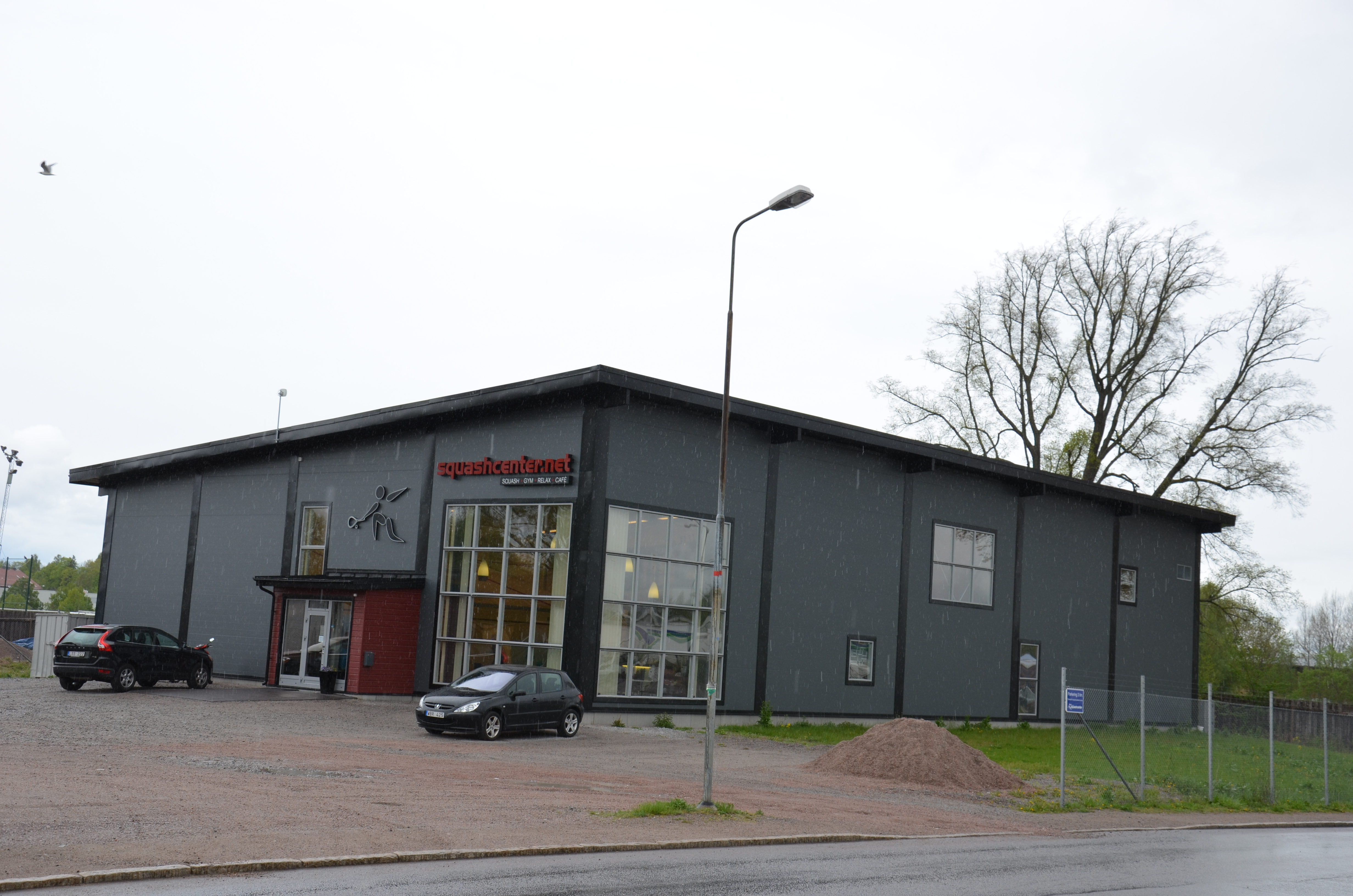
Squashhallen på Bollspelaren

Bollspelaren är en idrottsarena belägen i industriområdet Butängen, nordöstra Norrköping, på Ingelstagatan 31. 
Norrköpings stadsfullmäktige beslutade i januari 1935 att en idrottsplats skulle anläggas i den norra delen av staden. Bygget påbörjades samma år och idrottsarenan invigdes i juni 1937. Numera består anläggningen en fullstor gräsplan (A-planen) som används för rugby och fotboll medan B-planen är en 11-manna konstgräsplan med belysning. A-planen har en sittplatsläktare under tak i mitten av norra sidan och maximal publikkapacitet anges numera till 2 000.  Det finns åtta moderna omklädningsrum inklusive dusch och toaletter samt tre toaletter för besökare inklusive en handikappanpassad. Vintertid finns även en ishockeyrink som är öppen för allmänheten. 
Hemmalag på "Bollis" är Norrköpings Rugbyklubb Troján, Simonstorps IF & Norrköpings Idrottsförening Bosna. 